# Кранон
Кранон (греч. Κραννών) — деревня в Греции. Расположена на высоте 120 м над уровнем моря, к юго-западу от города Лариса. Административно относится к общине Килелер в периферийной единице Лариса в периферии Фессалия. Население 109 человек по переписи 2011 года.

## История

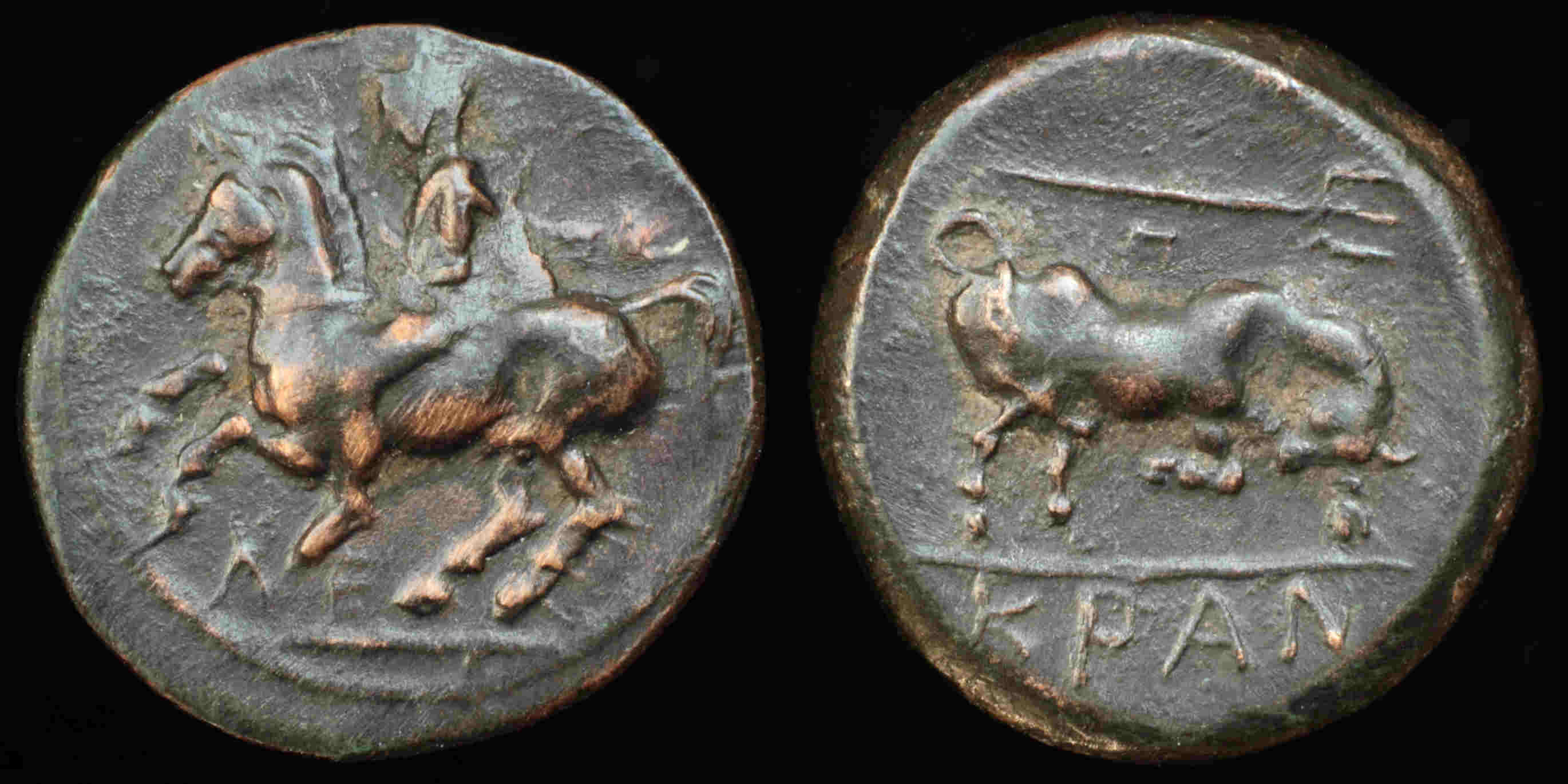
Бронзовая монета из Краннона. Ок. 400—344 до н. э.

В области деревни находился древний город Краннон (Кранон, др.-греч. Κραννών), значительный город в фессалийской области Пеласгиотиде, резиденция могущественного рода Скопадов. Согласно Страбону Краннон находился почти в 100 стадиях от Гиртона. Здесь в 322 году до н. э. состоялась битва при Кранноне — решающее сражение Ламийской войны, в котором Кратер разбил войско афинян и этолян.
Пеласгическое имя города — Эфира (др.-греч. Ἐφύρη, лат. Ephyra), а краннонцев называли эфирами.
До 1919 года (ΦΕΚ 28Β) деревня называлась Хадзилар (Хаджилар, греч. Χατζηλάρ, тур. Hacilar).

## Сообщество
Сообщество Кранон (Κοινότητα Κραννώνος) создано в 1927 году (ΦΕΚ 66Α). В сообщество входит деревня Камбос. Население 177 человек по переписи 2011 года. Площадь 22,286 квадратных километров.
| Населённый пункт | Население (2011), человек |
| ---------------- | ------------------------- |
| Камбос           | 68                        |
| Кранон           | 109                       |

## Население
| Год  | Население, человек |
| ---- | ------------------ |
| 1991 | 111                |
| 2001 | ↘ 109              |
| 2011 | 109                |